# Moutarou Baldé
Pour les articles homonymes, voir Baldé.
El Hadji Moutarou Baldé, né le 5 octobre 1993 à Moudery, est un footballeur sénégalais qui joue au poste d' arrière droit à ASAC Ndiambour.

## Biographie
Moutarou Baldé est un footballeur international sénégalais né le 5 octobre 1993 à Moudery dans le département de Bakel en région de Tambacounda. Il joue au poste de défenseur. Il est formé par le club de AS Dakar Sacré-Cœur.

### Carrière en club
Moutarou Baldé a commencé sa carrière à l'AS Dakar Sacré-Cœur avant de rejoindre ASC Yeggo pour poursuivre sa formation. En 2012, Moutarou rejoint la ville de Louga pour signer avec l'ASAC Ndiambour. Après le club de Louga, il a eu à évoluer avec plusieurs clubs dans le championnat sénégalais de football notamment AS Dakar Sacré-Cœur, UCST Port Autonome et AS Douanes. En octobre 2017, Moutarou Baldé rejoint le club de la ville de Rufisque, le Teungueth FC. En six ans, il remporte toutes les trophées avec le club rufisquois. Figure emblématique de Teungueth FC, Moutarou Baldé décide de quitter Rufisque en février 2024 pour faire un comeback à l'ASAC Ndiambour.

### Carrière en équipe nationale
Moutarou Baldé connaît sa première sélection en équipe nationale du Sénégal en septembre 2021 en éliminatoire coup du monde Qatar 2022. Il fait une entrée de jeu en seconde période contre l'équipe nationale du Togo et est à l'origine du deuxième but de l'équipe nationale du Sénégal, but marqué par le défenseur Abdou Diallo. Moutarou Baldé a aussi participé à la coupe COSAFA 2022 et est médaillé de bronze avec le Sénégal lors de ce tournoi. Il est aussi champion d'Afrique avec l'équipe nationale du Sénégal au championnat d'Afrique des nations 2022 en Algérie.

## Palmarès

### En club
Teungueth FC 
- Championnat du Sénégal (2)
  - Champion : 2021 et 2024
- Coupe du Sénégal (1) :
  - Vainqueur : 2019.
- Coupe de la Ligue sénégalaise (1)
  - Vainqueur : 2022.
- Trophée des champions (1)
  - Vainqueur : 2023

### En sélection
Sénégal A'
- Coupe COSAFA :
  - Troisième: 2022.

 Sénégal
- Championnat d'Afrique des nations (1) :
  - Vainqueur en 2022